# Berry Nieuwenhuys
Berry Nieuwenhuys (né le 5 novembre 1911 à Kroonstad (Afrique du Sud) et mort en 1984 à Johannesbourg) est un footballeur sud-africain, qui évoluait au poste d'attaquant à Liverpool.

## Carrière
- 1933-1947 : Liverpool

## Palmarès

### Avec Liverpool
- Vainqueur du Championnat d'Angleterre de football en 1947.